# Bežerovice
Bežerovice (německy Bescherowitz) jsou vesnice, část obce Sudoměřice u Bechyně v okrese Tábor v Jihočeském kraji. Nachází se asi dva kilometry západně od Sudoměřic u Bechyně. Bežerovice jsou také název katastrálního území o rozloze 9,4 km². V Bežerovicích je evidováno 181 adres. V roce 2011 zde trvale žilo 127 obyvatel.
Při severním okraji Bežerovic teče řeka Lužnice, přes katastrální území Bežerovic teče několik jejích přítoků (Kamenodvorský potok, Bežerovický potok, Sudoměřický potok). Na území Bežerovic se z větší části nachází též bechyňský most Duha a horní bechyňský jez na Lužnici. Přes území Bežerovic asi 0,6 kilometru jižně od vesnice a pak po mostě Duha prochází Železniční trať Tábor–Bechyně a na území Bežerovic leží dvě její zastávky, Bežerovice a Bechyně zastávka, a staré bechyňské nádraží (dnes vlečka s nákladištěm). Souběžně s železniční tratí vede i silnice II/135, od Bechyně na jih vede přes západní okraj Bežerovic silnice II/122 (obě tyto silnice vedou přes most Duha) a na západ do Zářečí silnice III/12217. Na území jižně od silnice II/135 je vojenský prostor při bechyňském letišti, který zčásti spadá i do Bežerovic. Na území obce se nachází několik samot (Kamenný Dvůr, Radostná, Chrobkov, Sádky) a chatových osad (při Lužnici je osada jižně od Hutí, mezi zastávkou Bechyně zastávka a Kamenným Dvorem je osada Za Mostem) i jednotlivých chat.

## Historie
První písemná zmínka o vesnici pochází z roku 1411.

## Obyvatelstvo
| Rok            | 1869 | 1880 | 1890 | 1900 | 1910 | 1921 | 1930 | 1950 | 1961 | 1970 | 1980 | 1991 | 2001 | 2011 | 2021 |
| -------------- | ---- | ---- | ---- | ---- | ---- | ---- | ---- | ---- | ---- | ---- | ---- | ---- | ---- | ---- | ---- |
| Počet obyvatel | 250  | 257  | 227  | 198  | 231  | 245  | 229  | 173  | 171  | 162  | 134  | 122  | 99   | 127  | 154  |
| Počet domů     | 32   | 37   | 35   | 32   | 34   | 36   | 40   | 42   | 40   | 36   | 32   | 41   | 42   | 50   | 46   |

## Obecní správa
Při sčítání lidu v letech 1850–1962 Bežerovice byly samostatnou obcí, se kterým patřily nejprve do okresu Milevsko, ale v roce 1950 v okrese Týn nad Vltavou. Od roku 1963 jsou částí města Sudoměřice u Bechyně v okrese Tábor.

## Pamětihodnosti
- Boží muka (U Obrázku)[10]
- Kaple svatého Karla Boromejského (za Kamenným dvorem)[10]

## Galerie

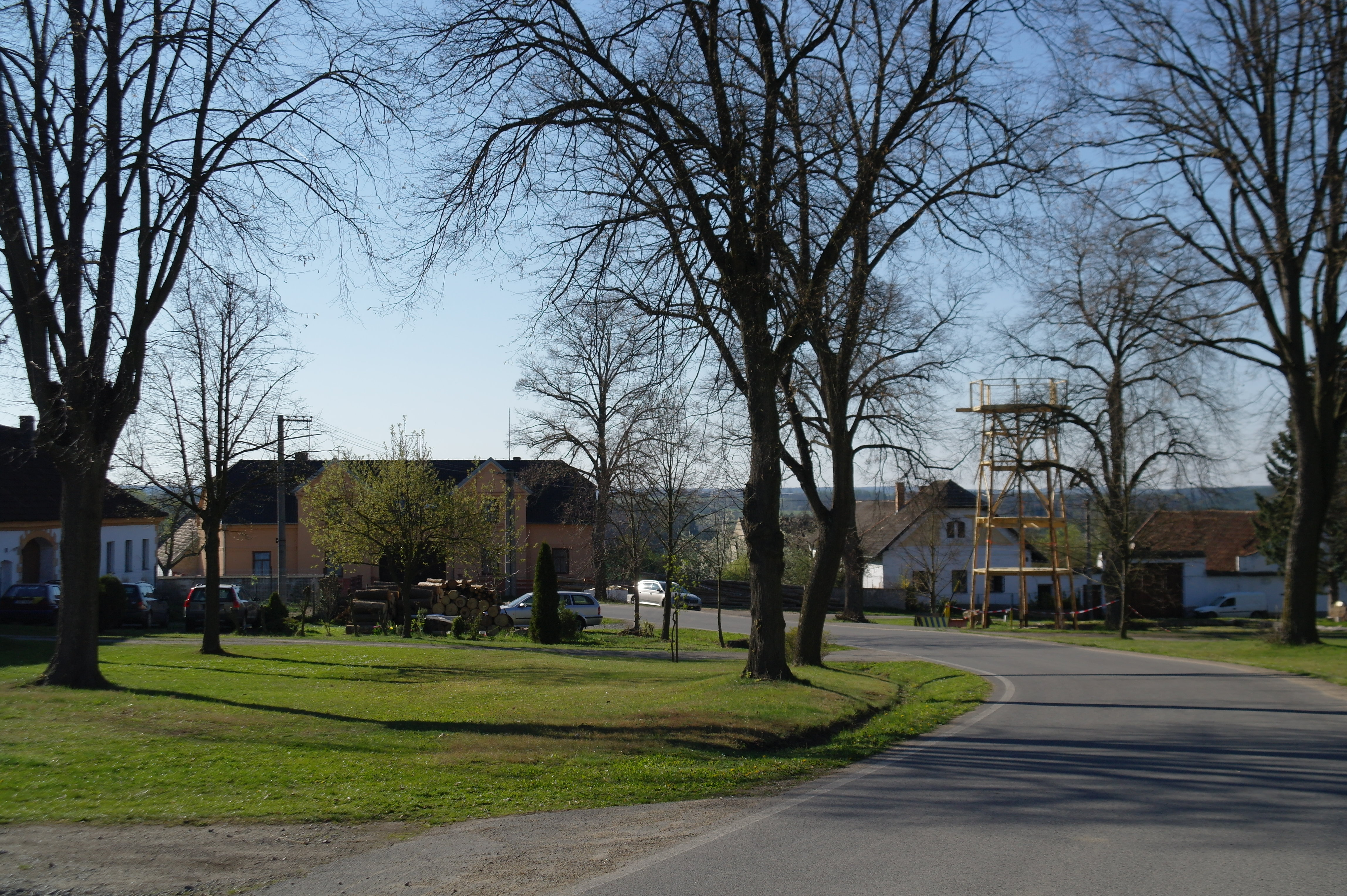
Náves
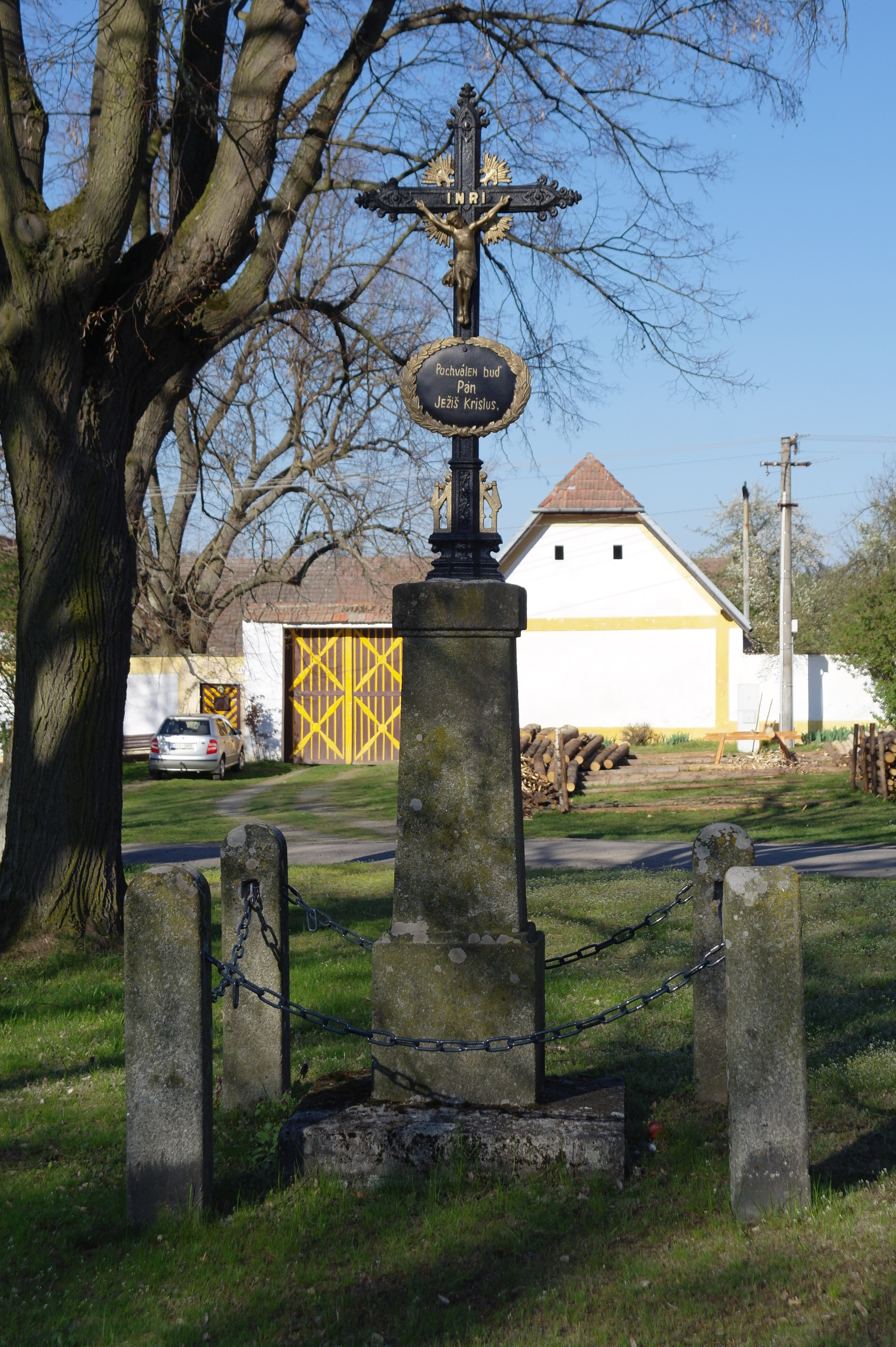
Kříž na návsi
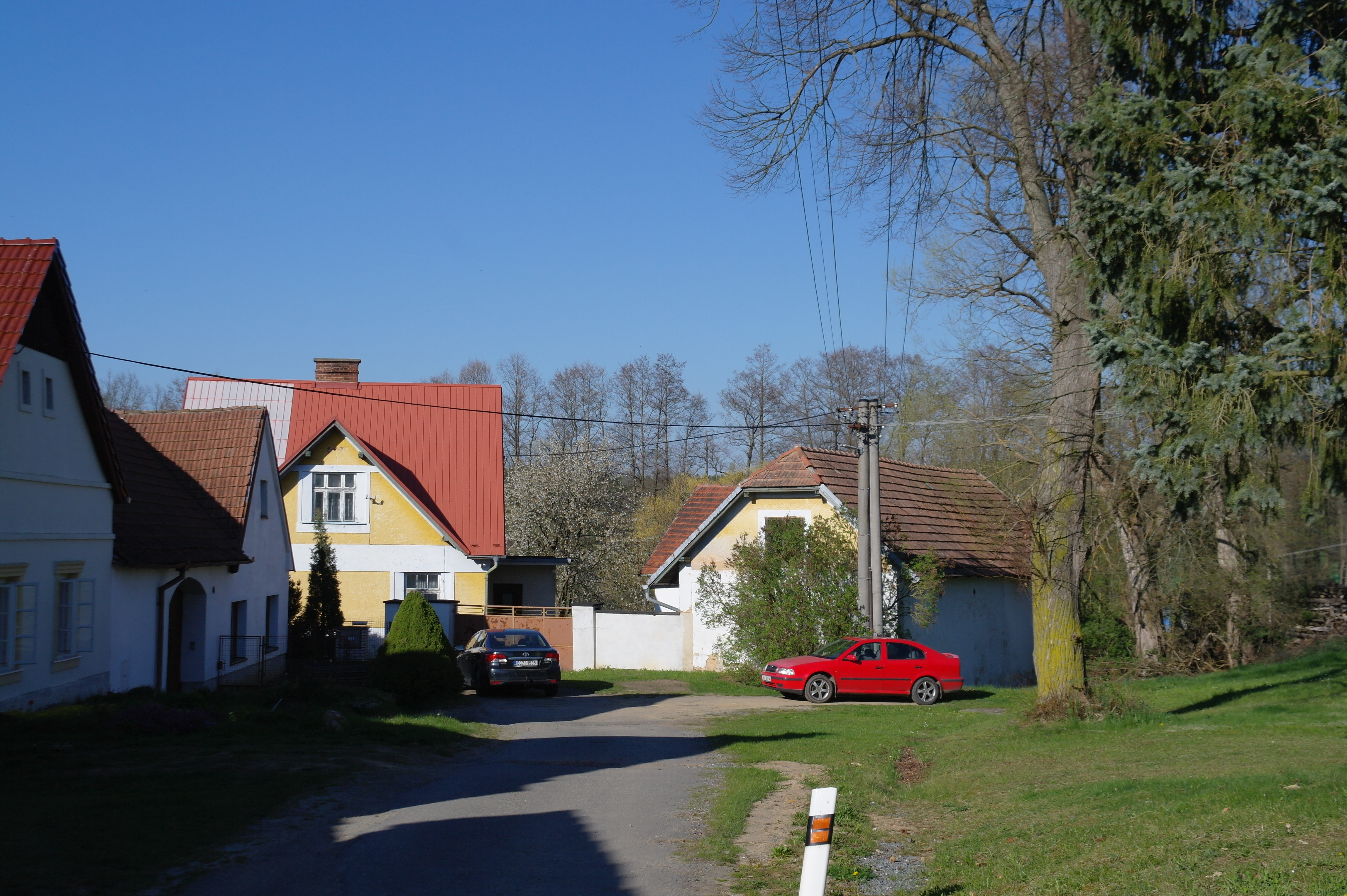
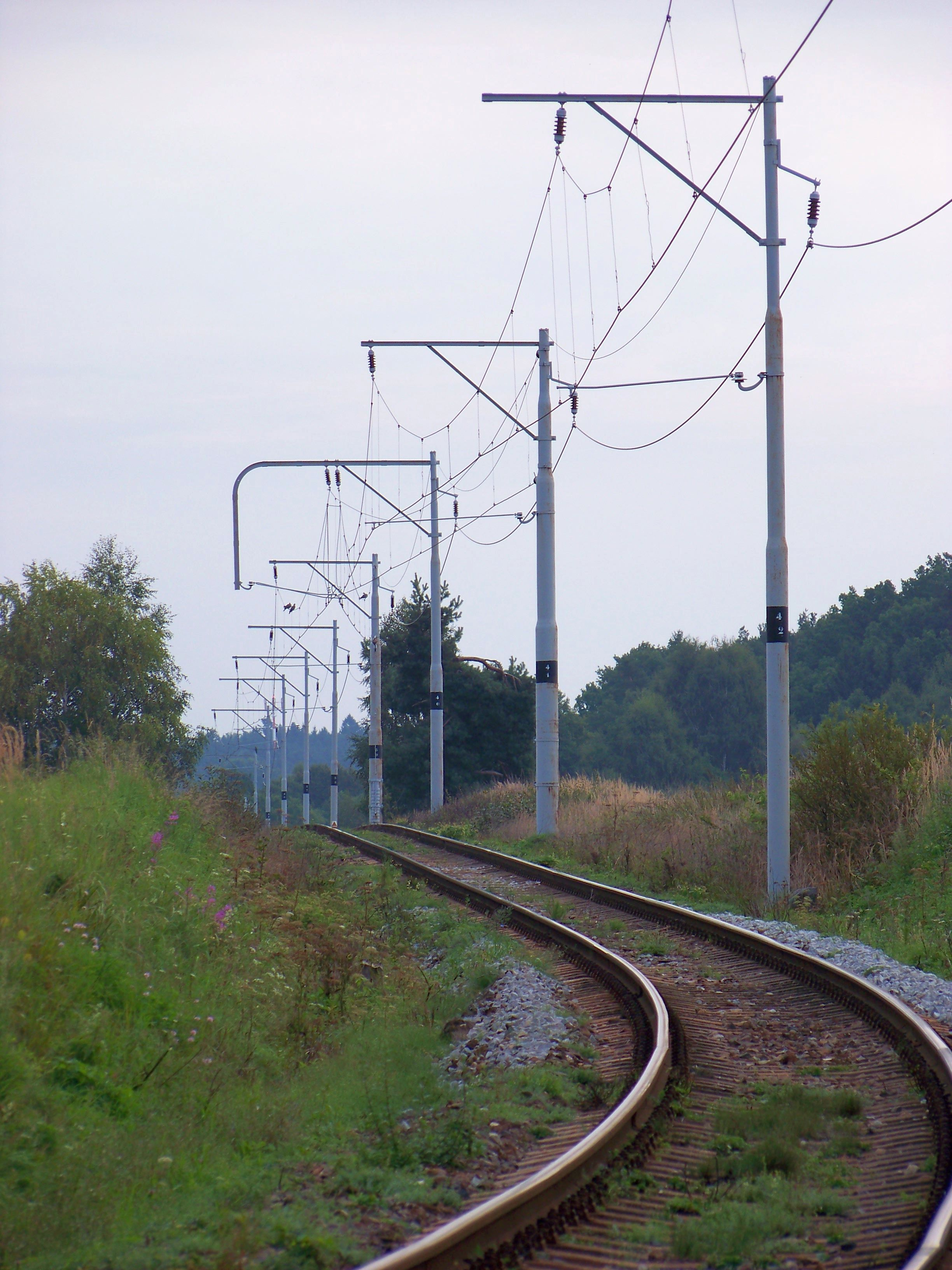
Železniční trať poblíž